# Combahee River Collective
Combahee River Collective (skr. CRC, tłum. z ang. Kolektyw Rzeki Combahee, Społeczeństwo Rzeki Combahee) – czarnofeministyczna, lesbijska i socjalistyczna organizacja działająca w Bostonie od 1974 do 1980. Organizacja argumentowała, że białe feministki i ruch praw obywatelskich nie zajmowały się szczególnymi potrzebami czarnych kobiet, a konkretniej czarnych lesbijek. W tamtych czasach rasizm był częsty w feminizmie głównego nurtu, a zdaniem niektórych osób ruch praw obywatelskich miał seksistowską i homofobiczną reputację. 

## Historia
Kolektyw jest prawdopodobnie najbardziej znany z opracowania Combahee River Collective Statement, kluczowego dokumentu w historii współczesnego czarnego feminizmu i rozwoju koncepcji polityki tożsamości stosowanej wśród organizatorów politycznych i teoretyków społecznych, oraz za wprowadzenie koncepcji zazębiających się systemów ucisku, w tym między innymi płci, rasy i homofobii, fundamentalnej koncepcji intersekcjonalności.
Ostatnie spotkanie kolektywu miało miejsce w lutym 1980 roku, a organizacja została rozwiązana jeszcze w tamtym roku. Ze względu na różnice w poglądach, priorytetach i strategiach członkiń dotykały go nieporozumienia dotyczące działalności, co utrudniało utrzymanie jej spójności i jednolitości. Podobnie jak wiele innych organizacji oddolnych, kolektyw borykał się również z problemami w kwestiach finansów i zasobów. 

## Pochodzenie nazwy
Nazwa kolektywu została zasugerowana przez członkinię Barbarę Smith, która posiadała książkę zatytułowaną Harriet Tubman, Conductor on the Underground Railroad autorstwa Earla Conrada. Chciała ona nazwać organizację od jakiegoś ważnego dla Afroamerykanek wydarzenia historycznego. Nazwa upamiętniała rajd na Combahee Ferry prowadzony przez Harriet Tubman 2 czerwca 1863 r. w regionie Port Royal w Karolinie Południowej. W wyniku akcji wyzwolono ponad 750 niewolników. Była to jedyna kampania wojskowa w historii wojska Stanów Zjednoczonych zaplanowana i poprowadzona przez kobietę. 